# (4389) Durbin
(4389) Durbin es un asteroide perteneciente al cinturón de asteroides, descubierto el 1 de abril de 1976 por Nikolái Stepánovich Chernyj desde el Observatorio Astrofísico de Crimea (República de Crimea).

## Designación y nombre
Designado provisionalmente como 1976 GL3. Fue nombrado Durbin en honor de la actriz estadounidense Deanna Durbin.